# Gornji Detlak
Gornji Detlak (in serbo Горњи Детлак?) è un villaggio appartenente alla municipalità di Derventa, situata in Bosnia ed Erzegovina.